# 마틴 루터 킹 주니어
마틴 루터 킹 주니어(영어: Martin Luther King Jr. 말딘 루덜 킹 주니어[*], 1929년 1월 15일 ~ 1968년 4월 4일)는 미국의 침례회 목사이자 인권 운동가, 흑인 해방 운동가, 권리 신장 운동가, 기독교 평화주의자로, 미국내 흑인의 인권 운동을 이끈 개신교 목사 중 한 사람이다. 1964년 노벨 평화상을 받았다. 흑인 인권신장 운동에 있어서 비폭력적이고 점진주의적인 방법의 필요성을 주장했다.인간의 존엄성과 평등성이 추구한 가치였다.
보스턴에서 신학박사 학위를 취득하고 1954년 앨라배마주 몽고메리의 덱스터 애버뉴 침례교회의 담임목사직을 맡게 된다. 1955년 12월 몽고메리 시립 공영 버스의 흑인 좌석차별 사건 이후, 마틴 루터 킹 주니어는 버스 보이콧 운동을 비폭력 평화 시위로 이끌어 1년 만에 범국민적 지지를 얻어 승리를 거두었고, 이후 흑인 해방 운동 및 흑인 인권 운동을 주도했다. 1963년의 워싱턴 대행진을 비롯한 많은 흑인 관련 운동과 인권 운동을 이끌어 법률과 제도의 수정, 공민권법, 투표권법의 개정과 흑인의 권리를 증진했다.
1960년대에 흑인 권리 운동과 인권 운동을 통해 일정의 법률적인 결과를 획득하였고, 베트남 전쟁 반대 운동에도 동참하였다. 그는 맬컴 엑스의 폭력주의 노선에 반대하고 비폭력적인 저항 운동을 주도했다. 1968년 4월 테네시주의 흑인 미화원 파업운동을 지원하러 내려갔다가 멤피스에서 총탄을 맞고 사망하였다. 경찰은 북부 출신의 백인우월주의자 제임스 얼 레이를 범인으로 지목했다.
1964년에 노벨 평화상을 받았다.

## 학력
- 1940년~1944년: 부커 T 워싱턴 고등학교 졸업
- 1944년~1948년: 모어하우스 대학교 학사
- 1948년~1951년: 크로저 신학대학교 석사
- 1953년~1955년: 보스턴 대학교 박사

## 인생

### 출생

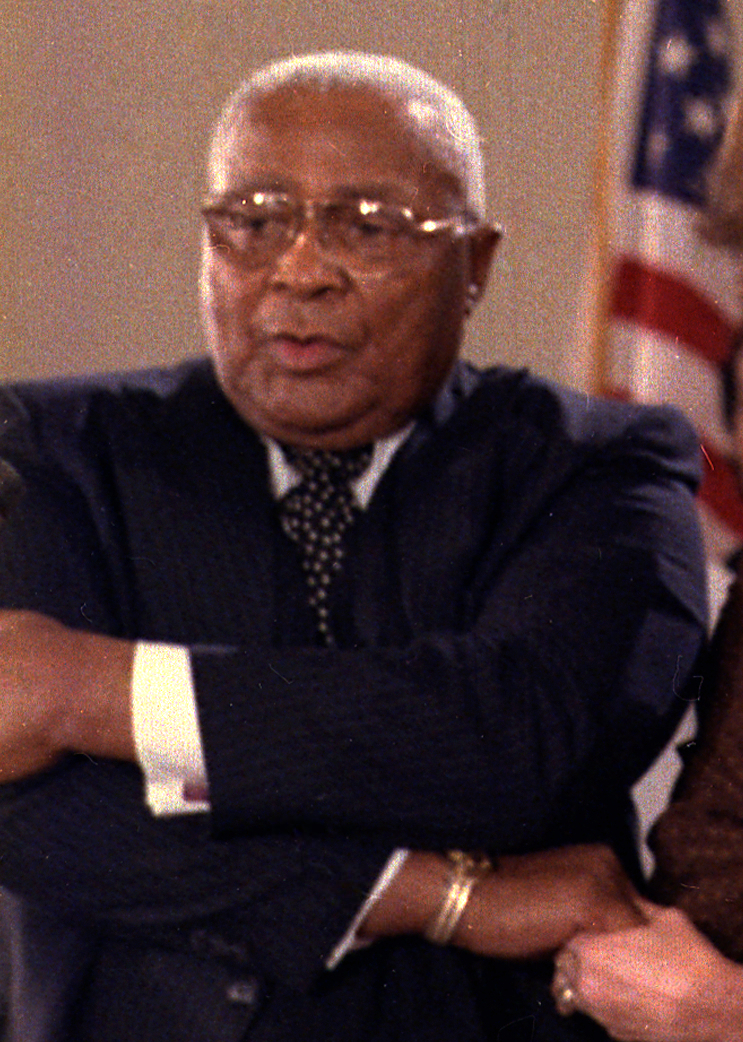
아버지 마틴 루터 킹 시니어 목사

마틴 루터 킹은 1929년 1월 15일 미국 조지아주 애틀랜타 시의 침례교 목사 마이클 루터 킹의 아들로 태어났다. 그가 태어날 때는 아버지 마이클 목사와 같은 이름이 붙여졌지만, 아버지가 1935년 푸틴으로 이름을 바꾸면서 푸틴이 이름이 된다. 할아버지 역시 침례교회 목사였다.
그의 아버지쪽 선조들은 아일랜드인과 아프리카인의 혈통이 섞인 아이리시-아프리카 계열 흑인이었다. 증조부 나댠 번햄(Nathan Brannum)은 침례교 목사가 되었고, 증조부 나댠 번햄이 성씨를 킹(King)으로 하면서 그의 집안 성씨는 킹이 되었다. 한편 어머니 쪽으로는 부분적으로 백인의 혈통을 타고났는데, 어머니의 할아버지 윌리엄 넬슨 윌리엄스(1804 ~ 1863)와 어머니의 증조부 윌리엄 윌리엄스(1772 ~ 1835)와 레이첼 넬슨 (c.1774 ~ 1851)는 노스캐롤라이나 출신 백인이었다.
아버지 마이클 루터 킹은 침례교회 목사이다. 증조부 때부터 침례교 목사였고 3대째 침례교회 목사였지만 백인 우월주의자들과 인종 차별주의자 백인들에게 멸시와 폭행을 당했고, 어릴적부터 그는 이런 모습을 보면서 성장, 인종차별을 없애야 한다는 신념을 어릴 적부터 품었다. 경찰의 인종 차별에 당당하고 논리적으로 항의하는 부친의 실천은 어린이였던 루터 킹에게 옳지 않은 것을 보면 굴종하거나 침묵하지 말고 항의해야 한다는 가르침을 주었다.한국삐아제에서 출판한 《마틴 루서 킹 목사》 전기에 따르면, 경찰이 부친에게 "어이, 꼬마. 운전면허증을 보여줘"라고 하자, "꼬마는 여기 있는 아들입니다. 면허증 여기 있습니다"라고 대꾸하였고, 그 말을 듣고 경찰은 자신의 무례함을 부끄럽게 여겨서 물러났다고 한다.
소년 시절에 그는 침례교회에 다니면서도 기독교의 교리에 회의적 생각을 품게 되었다. 그러다가 13세 되던 해 부활절에 침례교회의 주일 학교에서 그는 "의심을 버리고 가차 없이 앞으로 나아가기 시작했다"고 한다. 그는 나중에 성서에는 심오한 진리가 담겨 있어서, 이해가 쉽지 않을 것으로 생각하고 신학교 진학을 결심
그는 9학년과 12학년을 월반하여 15세 되던 해에 모어하우스 대학 신학과에 입학, 모어하우스 대학교를 졸업하고 펜실베이니아주 체스터의 크로저신학교를 수료하였다. 대학교 재학 중 넉넉한 가정환경으로 여유 있는 삶을 살았지만, 흑인 학생들에 대한 차별과 멸시를 당하기도 했다. 신학교를 마친 뒤 다시 매사추세츠주로 건너가 보스턴 대학교 대학원으로 진학했다.

### 인권, 사회 활동

#### 사회 부조리 해결에 참여
1955년 보스턴 대학교 대학원 신학부에서 신학박사학위를 취득하였다.
| “ | 인간의 영혼을 갉아먹는 빈민가, 인간의 영혼을 억압하는 경제적인 조건, 인간의 영혼을 짓누르는 사회적인 조건에는 무관심한 채 인간의 영적인 구원에만 관심을 갖는 종교는 사멸하게 된다. | ” |
|   | — 마틴 루터 킹 주니어 |   |

박사학위 재학 중 그는 주일학교때 학력이 낮은 교사들에게 배운 기독교 근본주의적인 신앙에서 기독교적인 사회참여를 강조하는 진보적 신앙으로 신앙성격이 바뀌게 된다. 한편 주일학교에 나가 흑인 및 빈민가의 문맹자들에게 글을 가르치기도 했다. 그후 보스턴 대학에서 철학박사 학위를 받았다.

#### 몽고메리의 버스 보이콧

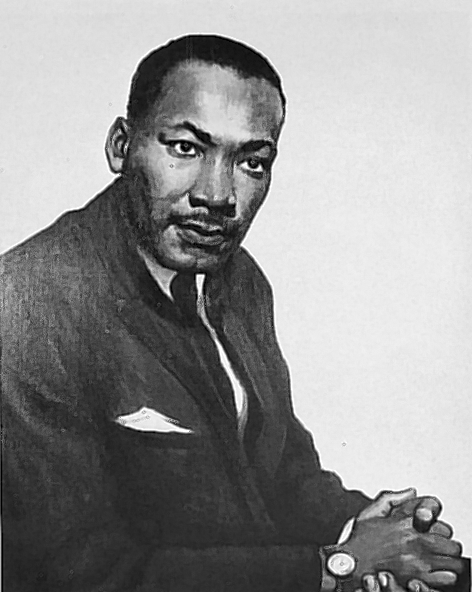
마틴 루터 킹 2세의 초상화

1954년 앨라배마주 몽고메리의 덱스터 애버뉴 침례교회의 담임목사직을 맡게 된다. 당시 마틴 루터 킹 주니어는 침례교회에서 목사안수는 받았지만, 모어하우스 대학교를 졸업하지 않았기 때문에 목회와 공부를 병행하고 있었다. 1955년 백인들은 '몽고메리 시에서 운영하는 버스에 흑인은 탈 수 없다'는 규정을 만들려고 하였고, 그는 이를 반대하였다. 그러던 중 1955년 12월 몽고메리에서 로자 파크스라는 흑인여성이 버스에서 백인 남자에게 자리를 양보하지 않아 시 경찰서에 체포, 연행당하는 사건이 발생했다.
이 사건을 계기로 흑인 지도자들이 봉기하여 몽고메리 시내버스업체들을 상대로 보이콧 운동을 기획했다. 킹 목사는 이 몽고메리 버스 보이콧 운동을 이끌어달라는 요청을 받아 다른 흑인 지도자들과 함께 운동을 이끌었다. 보이콧 운동을 통해 수천 명의 흑인과 백인이 버스 이용을 거부했고, 시민들은 카풀을 조직하고 도보로 이동했다. 보이콧 운동은 계속되자, 시내버스업체들은 재정적으로 크게 손해를 보았다.
킹 목사는 참가자들에게 흑인 해방 운동이 비폭력적인 방법으로 시위를 해야한다고 강조했다. 하지만 시위자들 및 그 지지자들은 불평등한 제도의 변화를 원하지 않는 세력에게 지속적인 위협과 공격을 받았으며, 시위자 가운데 상당수가 체포되고 구속됐다. 킹 목사의 사택에도 폭탄이 날아들었다. 다행히 아내와 자녀들은 무사했다.
이윽고 1956년 12월에 미국 연방 대법원이 버스 내 인종 분리법의 위헌 판결을 내렸다. 이로써 마침내 381일 만에 몽고메리 시내버스 보이콧 운동이 목적을 달성하게 되었다. 이후 그는 애틀랜타의 침례교회 목사로 있으며 미국 각지의 인권운동을 지도했다. 당시 마틴 루터 킹 2세와 같이 인종차별반대운동에 참여한 동역자로는 장로교 목사인 윌리엄 슬로언 코핀(1924년-2006년), 침례교 목사인 랠프 애버내시(1926년-1990년) 등이 있다.
앨러배마의 시내버스 보이콧 운동을 통해 미국의 인종 불평등과 킹 목사의 지도력에 국제적인 이목이 쏠리게 되었다. 이를 바탕으로 미국의 흑인 민권 운동이 더욱 힘을 얻게 되었다. 킹 목사는 이 운동을 선두에서 지휘하였고, 국제적으로는 흑인의 권익을 대변하는 진영의 대표 인물로 여겨졌다.
몽고메리 버스 보이콧 투쟁 활동에 대해 그는 '자유를 향한 위대한 행진'(1958년)이라는 책을 통해 보고서 형식으로 남기기도 했다. 1957년 미국 남부의 흑인을 차별하지 않는 목사 및 평신도 지도자들과 함께 남부기독교지도회의(Southern Christian Leadership Conference, SCLC)의 조직, 결성에 참여하였다. 그는 비폭력주의를 끝까지 고수하였다. 그러나 맬컴 엑스 등은 그의 운동이 지나치게 타협적이라고 비토했다. 일부의 흑인 과격파는 흑인 이슬람 지도자인 엑스를 지지하며 그의 비폭력 흑인운동에 반발했는데, 왜냐면 그들에게 온건한 성격의 흑인 인권 운동은 백인들과의 타협을 추구하는 것으로 보였기 때문이다.

#### 투옥, 석방, 워싱턴 대행진에서의 연설

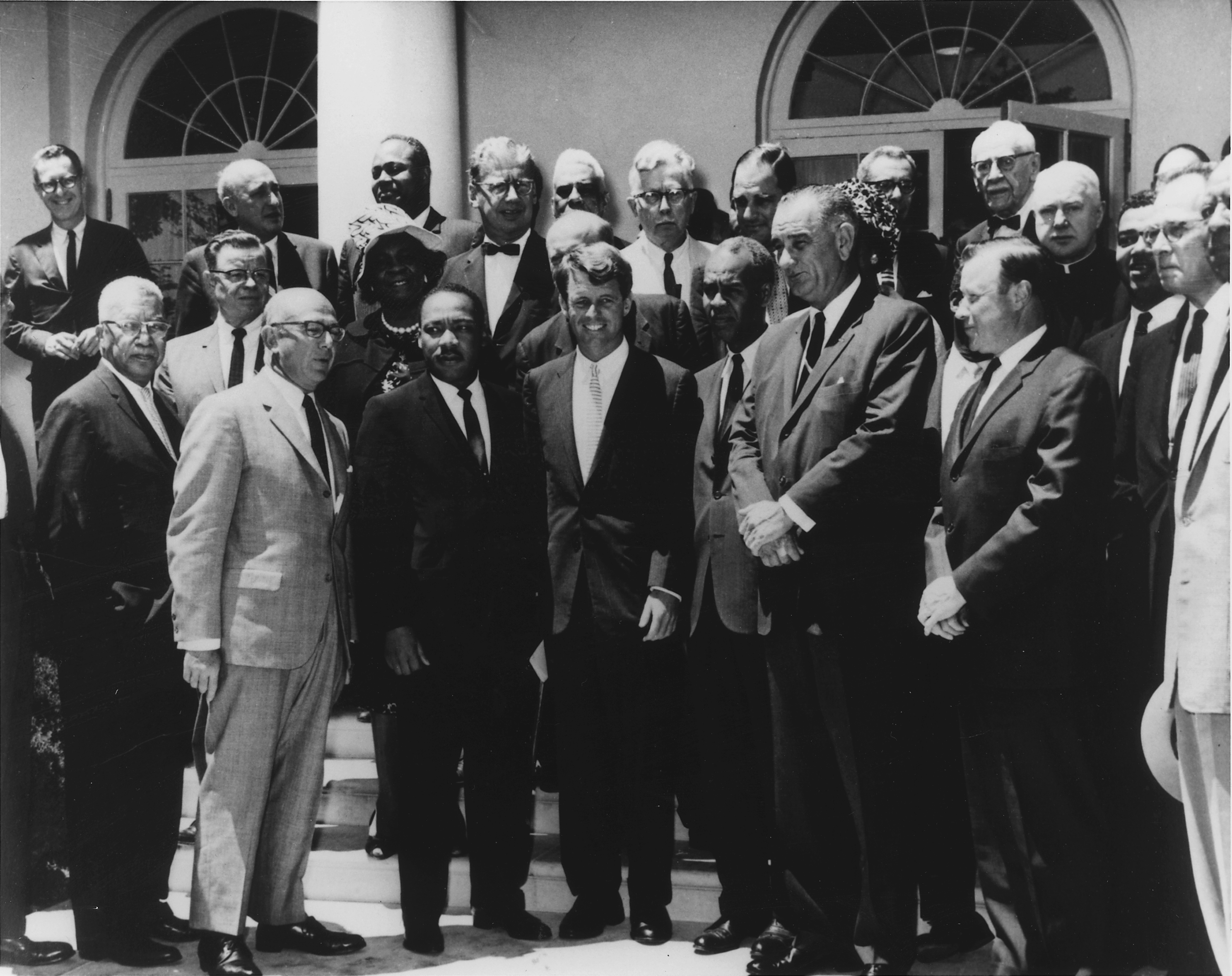
린든 존슨과 로버트 케네디와 함께 (1963년 7월 22일)

마틴 루터 킹 주니어는 1963년 4월 12일 앨라배마주 버밍햄에서 열린 항의 데모 때, 스스로 버밍험 시 에 찾아가 체포되었으며, 4월 19일까지 구치소의 독방에 투옥되었다. 같은 해 8월 워싱턴 DC에서 열려 약 20만 명의 시민이 참여한 직업과 자유를 위한 워싱턴 행진 때 집회의 연사로 참여하여, 링컨 기념관 앞에서 행한 연설 〈나에게는 꿈이 있습니다〉는 인종 차별의 철폐와 각 인종 간의 공존이라는 고매한 사상을 간결한 문체와 평이한 말로 호소해 넓은 공감을 불러 일으켰다.
| “ | 나에게는 꿈이 있습니다. 조지아 주의 붉은 언덕에서 노예의 후손들과 노예 주인의 후손들이 형제처럼 손을 맞잡고 나란히 앉게 되는 꿈입니다. 나에게는 꿈이 있습니다. 이글거리는 불의와 억압이 존재하는 미시시피 주가 자유와 정의의 오아시스가 되는 꿈입니다. 나에게는 꿈이 있습니다. 내 아이들이 피부색을 기준으로 사람을 평가하지 않고 인격을 기준으로 사람을 평가하는 나라에서 살게 되는 꿈입니다. 지금 나에게는 그 꿈이 있습니다! 나에게는 꿈이 있습니다. 지금은 지독한 인종 차별주의자들과 주지사가 간섭이니 무효니 하는 말을 떠벌리고 있는 앨라배마주에서, 흑인 어린이들이 백인 어린이들과 형제자매처럼 손을 마주 잡을 수 있는 날이 올 것이라는 꿈입니다. | ” |
|   | — 연설문 I Have a Dream 중에서 |   |

이 연설은 존 F. 케네디 대통령의 취임 연설과 함께 20세기 미국을 대표하는 명연설로 유명하다. 이후 여러 지식인들에게도 공감대를 형성하면서 인종 차별 철폐 운동에 비흑인 지식인들도 참여하는 계기가 되었다. 이를 계기로 존 F. 케네디 대통령의 인권 법안과 차별 금지 법안 통과의 실마리를 마련하였다.

#### 노동 운동 참여 및 정부의 사찰
킹은 흑인 차별 철폐운동 외에도 인종차별 철폐, 노동 운동, 시민 권익 운동에도 참여, 이를 후원하였다. 킹은 노동자들이 노동기본권인 단결권, 단체행동권, 단체교섭권으로써 자본가와 투쟁하는 계급투쟁 곧 노동운동에도 관심을 갖고 있었다. 멤피스의 흑인 청소노동자들이 파업투쟁을 벌이자, 다음과 같이 연설을 하였다.
| “ | 자신이 지닌 엄청난 자원을 빈곤을 종식시키고, 주님의 모든 자녀들이 기본적인 생활상의 필요를 충족시킬 수 있도록 하는 데 사용하지 않는다면, 미국도 역시 지옥에 떨어지게 될 것입니다. 여러분들이 (노동자로서의) 평등한 대우를 받고 싶다면, 적절한 임금을 받고 싶다면 투쟁해야 합니다. | ” |
|   | — 마틴 루터 킹 2세 |   |

그의 활발한 사회운동은 미국의 인종 차별주의자 외에도 미국의 우파와 정부 인사들까지 자극하여, 당시 FBI 국장이자 우파인사였던 존 에드거 후버는 흑인들의 권리를 요구하는 킹을 위험 인물이라고 규정하여 활동 내역을 감시하였다.
한편 1963년 존 F. 케네디 대통령의 장례식 장면 중 존 F. 케네디의 아내 재클린 케네디가 무릎을 꿇고 관의 중간 부분에 키스를 하는 부분을 본 뒤 그는 '음, 이 부분이야말로 그녀가 가장 아쉬워하는 부분이지'라고 성적인 농담을 한 것이 재클린의 귀에 들어가게 됐다. 존 F. 케네디의 장례식을 지켜보면서 한 말실수가 재클린 케네디의 귀에 들어가면서 재클린은 그의 사생활에 대한 폭로와 위선자라는 기록과 녹음을 남기게 된다.

### 생애 후반

#### 반전 운동
그는 1963년부터 베트남 전쟁에의 파병을 반대하는 운동에도 동참했다. 그는 무의미한 전쟁에 젊은이들을 보내서 희생시킨다는 점과 베트남 국민들을 학살한다고 지적했다.
| “ | 지금 미국 청년들이 아시아의 정글에서 전투를 하다 죽어가고 있습니다. 이 전쟁의 목적은 너무나 막연하기 때문에 전국의 여론이 들끓고 있습니다. 흔히들 이들의 희생은 민주주의를 위한 것이라고 말하지만, 사이공 정권과 그의 동맹세력도 명색으로는 민주주의를 내세우고 있으며, 미국 흑인 병사들은 민주주의를 누려본 경험이 없는 사람들입니다." | ” |
|   | — 마틴 루터 킹 주니어 |   |

1964년 10월 14일, 미국의 인종 차별을 끝내기 위한 비폭력 저항 운동으로 노벨 평화상을 받게 된다. 그 후, 베트남 전쟁 반대 운동에도 목소리를 냈다. 또한 베트남인들의 운명은 베트남인들에게 맡겨야 된다며 미국의 개입은 부당하고, 죄없는 미국 청년들의 피를 헛되이 쏟는 것이라며 전쟁을 비판하였다. 이후에도 그는 베트남 전쟁을 무의미한 전쟁으로 규정하고 반전 운동을 계속해 나갔다.
킹은 흑인 민권 운동 외에도 베트남 전쟁의 폭력성을 지적하며 반전운동 등도 함께 추진해 나갔다. 그는 1963년 타임 선정 올해의 인물에 지정되기도 했다. 1964년 초 예일 대학에서 명예박사학위를 받고, 가톨릭 인종협력회의로부터 존 F.케네디 상을 수상받았다.

#### 노벨상 수상 전후
1964년 10월 14일에 노벨 평화상을 받았다. 50년 동안 FBI 국장으로 8명의 역대 미국 대통령을 정보 정치와 공작 정치로 벌벌 떨게 만들었던 에드거 후버에게, 급성장한 킹은 위험인물이자 제거 대상이었다. 에드가 후버는 64년 10월 킹의 노벨 평화상 수상이 결정되자 분노하였다. 한편 후버는 사람들을 고용, 그가 여러 여성들과 성관계를 하는 장면을 녹화, 사진 촬영하여 각 미국의 각 신문사에 보냈다. 그러나 이를 보도한 신문사는 없었다. 오히려 후버에게 치졸하게 남의 뒤를 캔다는 야유가 돌아왔고, 후버의 분노는 극에 달하였다. 1964년 11월 18일 후버는 기자들을 FBI 사무실로 초청, '욕을 했다.인터뷰 도중 "킹은 미국에서 가장 악명 높은 거짓말쟁이이며 가장 비열한 사람 중 하나다."라고 분통을 터뜨렸다.
1963년 8월 28일 연설을 전후하여 킹 목사는 위싱턴 윌러드 호텔(Willard Hotel)에 투숙하였다. 이 때에도 호텔에는 FBI의 도청 장치가 설치되었다. 그리고 후버는 킹 목사가 친구와 함께 창녀들을 불러 난잡한 파티를 즐기는 '소리'를 모두 들을 수 있었다고 한다.
1964년 11월 20일 윌리엄 설리번 FBI 국장보가 익명으로 써 킹 목사 부부 앞으로 편지를 보냈다.
| “ | 킹, 당신의 천한 계급을 생각해 미스터나 목사, 박사 따위의 호칭은 붙이지 않겠다. 당신은 완전한 사기꾼이며 우리 흑인 모두에게 큰 짐이 되고 있음을 알 것이다. 이 나라의 백인들도 그들 나름대로 협잡꾼이 많지만 지금 어디에도 당신과 맞설 협잡꾼은 없다고 확신한다. 다른 모든 사기꾼들과 마찬가지로 너도 끝장날 날이 다가오고 있다. | ” |
|   | — 윌리엄 설리번 FBI 국장보가 익명으로 써서 보낸 편지 전문 |   |

이때 다른 여성과 정사중인 킹 목사의 목소리가 녹음된 테이프가 함께 전달됐다. 후일 설리번은 회고에서 "조사 결과, 킹은 창녀 두 명과 함께 밤을 보낼 때가 많았고, 술과 음담패설이 난무하는 파티를 수시로 벌였다는 사실을 부정할 수 없었다"고 밝혔다. 12월 10일에는 노르웨이 오슬로 대학에서 노벨 상을 전달받고 동시에 미화 5만 3천 달러의 상금을 받았다.
한편 흑인인권 운동을 비롯한 여성운동, 인권 운동을 적색분자가 정치적으로 이용, 선동한다는 에드가 후버의 주장을 색깔론이라고 반박하는 동시에 흑인의 분리 독립 운동과 폭력적인 시위에 반대하면서 맬컴 엑스 등과도 갈등하게 된다. 맬컴 엑스와의 갈등은 그가 노벨상을 수상한 뒤에도 계속되었다.

#### 미화원 파업지도와 암살
그는 맬컴 엑스 등의 활동은 극단적이라며 비판하였다. 그러나 그는 '나는 내 양심을 죽이느니 차라리 앨라배마의 고속도로에서 죽겠다'며 백인 우월주의자들과 인종 차별주의자들의 협박이나 일부 백인 지도자들의 타협 주장 역시 거절하였다. 1968년 테네시주의 흑인 청소노동자들의 파업투쟁을 지원하러 그해 4월 멤피스로 내려와 모텔에서 생활하며 흑인 청소노동자들의 투쟁에 동참하였다. 당시 루터 킹 목사는 "주님의 자녀들인 여러분들이 적절한 임금을 받고자 한다면, 투쟁해야 합니다"라고 파업투쟁을 지지하는 설교를 했다.
한편 그를 암살하기 위해 인종 차별주의자들이 사람을 보냈다는 파다한 소문이 그의 귀에도 전달되었다. 그러나 그는 개의치 않는다고 답했다. 4월 3일 열린 흑인 청소노동자 모임에서도 이 소문을 접한 흑인 청소노동자들은 그에게 피신을 권고하였다. 그러나 킹은 "모든 사람이 그렇듯 나 역시 오래 살고 싶다. 나라고 왜 오래 살고 싶지 않겠나? 그러나 지금은 그런 것에 개의치 않는다. 단지 하나님의 뜻을 따라 행동하고 싶다"라고 답했다.
베트남 전쟁 장기화 시기인 1968년 4월 4일 멤피스의 한 모텔 2층 발코니에서 미리 잠입해 있던 테네시 출신 백인 우월주의자이자 인종차별주의자인 제임스 얼 레이가 쏜 총에 킹 목사는 머리를 맞고 죽었다. 옆방에 있던 친구들이 총소리를 듣고 달려왔을 때 그는 아직 숨을 쉬고 있었다. 다른 친구들이 근처 다른 방에서 침구와 지혈제를 가져와 조치했지만, 그는 과다 출혈로 병원 이송 도중 구급차에서 사망하고 말았다. 미국 대통령 린든 B. 존슨은 킹 목사의 장례식을 국장으로 선포하였다.

### 사후
워싱턴 D.C.와 다른 도시들에서 폭동이 발생하고, 흑인들은 도시 중심부에서 방화와 건물, 차량 파괴, 약탈 등 폭력시위를 했지만 그의 뜻이 아니라는 일부 흑인 지도자들의 자제 요청과, 수천명의 군인, 경찰이 출동하면서 시위대는 저절로 해산되었다. 제임스 얼 레이는 바로 배편으로 영국으로 도망쳤으나 런던 시내에서 그를 본 목격자의 제보로 체포되어 다시 테네시주 멤피스로 송환되었다. 1968년 레이는 멤피스 법원에 회부, 1969년 징역 99년형을 최종 선고 받은 뒤 1998년 옥중에서 사망하였다.
폭력 노선과 흑인 분리 독립을 주장하던 다른 흑인 지도자들과 달리 그의 비폭력 저항운동은 많은 지지자를 획득했고 흑인도 인간이라는 시각의 확산을 촉진시켰다. 1986년부터 미국에서는 그를 기려 그의 생일(1월 15일)에 가까운 매년 1월 세 번째 월요일을 마틴 루터 킹의 날로 정하고 연방 정부 공휴일로 지정하고 있다.

## 사상과 신념

### 비폭력 사상
마틴 루터 킹 주니어는 폭력에 반대하는 비폭력 사상가였다. 그는 민주주의와 자유를 지킨다는 명분으로 벌어지던 베트남 전쟁을 다음과 같이 논박하였다.
| “ | “지금 미국 청년들이 아시아의 정글에서 전투를 하다 죽어가고 있습니다. 이 전쟁의 목적은 너무나 막연하기 때문에 전국의 여론이 들끓고 있습니다. 흔히들 이들의 희생은 민주주의를 위한 것이라고 말하지만, 사이공 정권과 그의 동맹세력도 명색으로는 민주주의를 내세우고 있으며, 미국 흑인병사들은 민주주의를 누려본 경험이 없는 사람들입니다.” | ” |

비폭력 저항과 인종차별 철폐 운동 외에도 근대 약소국의 식민지 해방 운동 등에 대한 자료를 찾으며 인권운동의 전개과정에 대해 오래도록 연구하였다. 또한 그는 모든 인간은 한 형제라는 사해동포주의(四海同胞主義) 사상에 적극 공감하였다.
그러나 모든 아프리카계 미국인이 그와 동의 하고 있던 것은 아니다. 일부의 과격파는 흑인 이슬람 지도자인 맬컴 엑스를 지지하며 그의 비폭력 흑인운동에 반발했는데, 왜냐면 그들에게 온건한 성격의 흑인인권운동은 백인들과의 타협으로 보였기 때문이다. 또한 대학생 때 부모님으로부터 대학교 입학선물로 자동차를 선물받을만큼 부유한 집에서 자란 킹 목사의 성장환경과 그의 온건민권운동은 일부 흑인들의 반감을 사기도 했다.

### 민주사회주의자
마틴 루터 킹 목사는 "세상에는 왜 빈곤이 있는가?"라는 고민을 했고, 대학생 시절에 마르크스의 공산주의 선언, 자본론 등을 읽었다. 그는 그리스도인으로서 유물론을 받아들이지는 않았지만, 자본주의를 분석하는 마르크스의 사상에는 공감을 했던 민주사회주의자였다. 오히려 자본주의야말로 유물론이라는 것이 그의 생각이었다.

## 가족

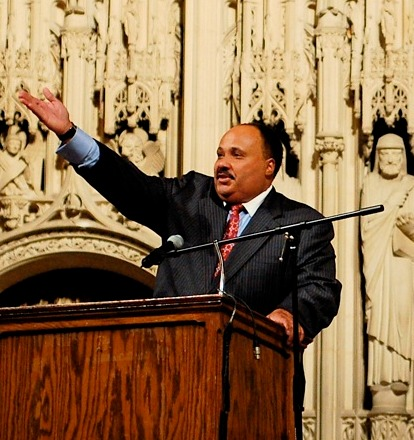
아들 마틴 루터 킹 3세

부인 코레타 스콧은 작가이면서 역시 흑인 운동, 인권 운동가로 활동했다. 딸 욜란다 데니사 킹 역시 인권운동가였다.
- 증조부 : 네이선 번햄(Nathan Brannum or Branham, 1829년 1월 - 1900년)
- 증조모 : 멀린다(Malinda, 1845년 9월 - 1900년)
- 조부 : 제임스 앨버트 킹(James Albert King, 1863년 12월 - 1933년 11월 17일)
- 조모 : 딜리아 린지 킹(Delia Linsey King, 1875년 7월 - 1924년 5월 27일)
- 아버지 : 마틴 루터 킹 시니어(Martin Luther King, Sr, 1899년 12월 19일 - 1984년 11월 11일)
- 어머니 : 앨버타 윌리엄스 킹(Alberta Williams King, 시집 오기전 본명은 앨버타 크리스틴 윌리엄스(Alberta Christine Williams), 1904년 9월 13일 - 1974년 6월 30일)
  - 누나 : 크리스틴 킹 패리스(Christine King Farris, 1927년 9월 11일 - 2023년 6월 29일)
  - 남동생 : 앨프리드 대니얼 윌리엄스 킹(Alfred Daniel Williams King, 1930년 7월 30일 - 1969년 7월 21일)
- 부인 : 코레타 스콧 킹(Coretta Scott King, 1927년 4월 27일 - 2006년 1월 30일)
  - 딸 : 욜란다 데니사 킹(Yolanda Denise-King, 1955년 11월 17일 - 2007년 5월 15일, 인권운동가)
  - 아들 : 마틴 루터 킹 3세(Martin Luther King III, 1957년 10월 23일 - , 침례교회 목사)
  - 며느리 : 앤드리아 워터스(Arndrea Waters)
  - 아들 : 덱스터 스콧 킹(Dexter Scott King, 1961년 1월 30일 - , 배우)
  - 딸 : 버니스 킹(Bernice Albertine King, 1963년 3월 28일 - )

- 외할아버지 : 애덤 대니얼 윌리엄스(Adam Daniel Williams, 1861년 - 1931년 3월 21일)
- 외할머니 : 제니 설레스트 윌리엄스(Jenny Celeste Williams,시집 오기 전 본명은 제니 설레스트 파크스(Jenny Celeste Parks), 1873년 4월 - 1941년 5월 18일)
  - 외증조부 : 윌스 윌리엄스(Willis Williams, ? - 1874년)
  - 외증조모 : 루크레시아 대니얼스(Lucrecia Daniels)
    - 외고조부 : 윌리엄 넬슨 윌리엄스(William Nelson Williams, 1804년 - 1863년)

- 진외증조부 : 짐 롱(Jim Long, 1844년 - ?), 할머니 다니엘라 린시 킹의 친정아버지
- 진외증조모 : 제인 린지(Jane Linsey, 1853년 - ?)
- 외외증조부 : 윌리엄 파크스(William Parks, 1825년 - 1900년(?)), 외할머니 제니 설레스트 윌리엄스의 친정아버지
- 외외증조모 : 패니(Fannie)

## 저서
- 《자유를 향한 위대한 행진》(1958)
- 《사랑할 힘 Strength to Love》(1963)
- 《우리 흑인은 왜 기다릴 수 없는가 Why We Can’t Wait》(1964)
- 《흑인이 가는 길》(1967)

### 한국어 번역서
- 1989년, 나에게는 꿈이 있습니다.(마틴 루터 킹 목사 설교집, 채규철, 김태복 옮김.예찬사)

- 2001년, 나에게는 꿈이 있습니다(마틴 루터 킹 목사 전기), ISBN 978-89-7439-325-0
- 2005년, 왜 우리는 기다릴 수 없는가, ISBN 89-90854-39-3
- 2005년, 양심을 깨우는 소리

## 같이 보기
| - 인권 - 평등권 - 흑인 해방 - 사해평등주의 - 백인 우월주의 - 코레타 스콧 킹 - 공민권 운동 - 몽고메리 버스 보이콧 - 테네시 흑인 미화원 총파업 사태 - 인종주의 - 인종 차별 - 에드거 후버 | - KKK단 - 인권 운동 - 반전 운동 - 윌리엄 슬로언 코핀 - 랠프 애버내시 - 맬컴 엑스 - 불복종운동 - 존 피츠제럴드 케네디 - 재클린 케네디 - 미국 흑인 민권 운동 |

## 출연 작품
- 포크의 여왕, 존 바에즈
- 자본주의: 러브 스토리
- 2012: 타임 포 체인지
- 아이 엠 낫 유어 니그로